# اولیسریدین
اولیسریدین، که تحت نام تجاری Olinvyk فروخته می‌شود، یک ضد درد افیونی است که برای درمان درد متوسط تا حاد در بزرگسالان مورد استفاده قرار می‌گیرد. این دارو به شکل تزریق وریدی (IV) تجویز می‌شود.
شایع‌ترین عوارض جانبی عبارتند از تهوع، استفراغ، سرگیجه، سردرد، یبوست، خارش پوست و افت سطح اکسیژن خون.
اولیسریدین در آگوست ۲۰۲۰ برای استفاده پزشکی در ایالات متحده تأیید شد.